# Perforatrice

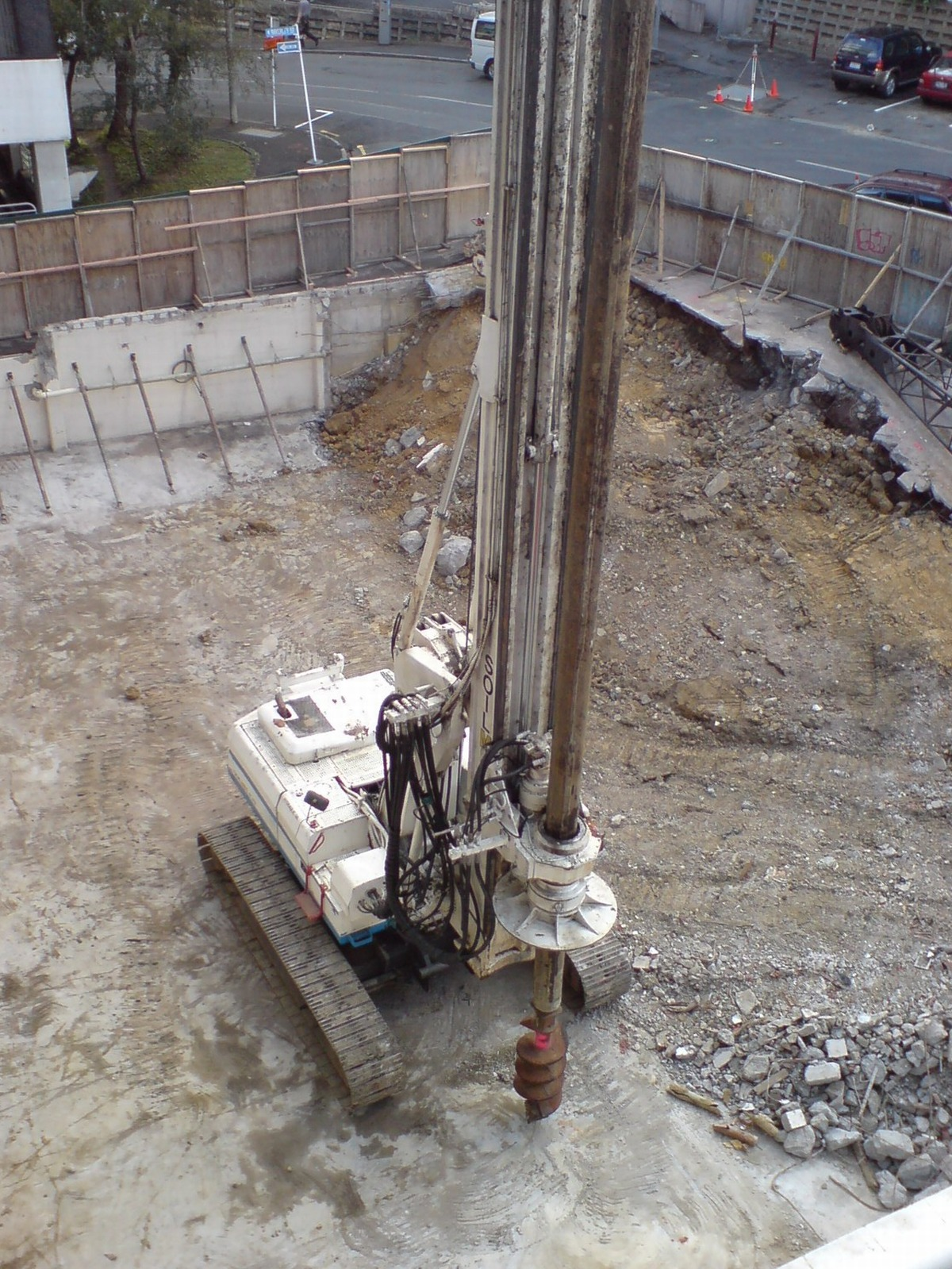
Perforatrice per fondazioni

Una perforatrice è una macchina per perforare terre, pietre, rocce, opere murarie, ecc.
Una prima suddivisione che si può fare è il metodo utilizzato per la perforazione: a percussione e a rotazione. Una successiva distinzione si può fare per quanto riguarda l'energia che le aziona: ad aria compressa, ad acqua in pressione ed elettriche.
Piccole perforatrici rotanti usate generalmente per ottenere fori passanti su lastre di materiale di debole spessore sono chiamate trapani.  Per perforazioni profonde di terreni per ricerche petrolifere, geotermali, e di esplorazione del sottosuolo si usano apposite sonde o impianti di perforazione in grado di perforare a rotazione.

## Perforatrici a percussione
Le perforatrici a percussione sono provviste di un utensile formato da un'asta d'acciaio di varia lunghezza terminata con punta a scalpello o a fioretto; durante la perforazione l'asta è azionata con movimento longitudinale alternativo in modo da battere ripetutamente contro il fondo del foro; ad ogni colpo l'asta è fatta ruotare assialmente in modo che il filo dello scalpello o i fili del fioretto incidano linea differenti rispetto al colpo precedente, provocando così lo sgretolamento della roccia e consentendo la progressione assiale dello scavo (fatta salva la necessità periodica di svuotare e ripulire il foro in modo da evitare l'impaccamento del materiale demolito al suo interno.
Piccole perforatrici a percussione ad aria compressa sono anche chiamate martelli pneumatici.
La prima perforatrice pneumatica fu prodotta dal palazzuolese Giovanni Naldoni nel 1855.

## Normativa
Nella Comunità Europea le perforatrici sono soggette a restrizioni sulle emissioni di rumore attraverso la Direttiva 2000/14/CE del Parlamento europeo e del Consiglio dell'8 maggio 2000 sul ravvicinamento delle legislazioni degli Stati membri concernenti l'emissione acustica ambientale delle macchine ed attrezzature destinate a funzionare all'aperto.